# Gu Cang
Gu Cang (chinesisch 古蒼; * 16. März 2002 in Bayan Nur, Innere Mongolei) ist ein chinesischer Biathlet und vormaliger Skilangläufer, der 2024 sein Debüt im Biathlon-Weltcup gab.

## Sportliche Laufbahn
Gu Cang gab sein internationales Debüt Anfang 2019 bei einigen FIS-Rennen in seinem Heimatland, kam aber nicht in die Nähe vorderer Platzierungen. 2020 nahm er an den Olympischen Jugendspielen in Lausanne teil und bestritt im Skilanglauf die Sprintqualifikation und den Langlaufcross, in welchen er die Ränge 57 und 59 belegte. Daraufhin trat er nicht mehr in Erscheinung und wechselte schließlich zum Biathlonsport. Seine ersten internationalen Biathlonwettkämpfe bestritt er zu Beginn der Saison 2024/25 in einem IBU-Cup-Sprint in Sjusjøen, beendete diesen aber nicht. Schon in seinem dritten Wettkampf gelang es ihm aber, als 26. des Einzels Ranglistenpunkte einzufahren. Daraufhin gab er in Hochfilzen seinen Einstand im Weltcup und belegte im Sprint bei 111 Startern immerhin Rang 78. Im Februar 2025 gelang dem Chinesen sein bisher größter Karriereerfolg, da er sowohl im Sprint als auch – gemeinsam mit Hu Weiyao, Wu Hantu und Yan Xingyuan – im Staffelrennen die Bronzemedaille bei den Asienspielen gewinnen konnte. Im letzten Trimester war er wieder Teil des Weltcupteams, konnte sein bisheriges Bestergebnis aber nicht unterbieten.

## Statistiken

### Weltcupplatzierungen
Die Tabelle zeigt alle Platzierungen (je nach Austragungsjahr einschließlich Olympische Spiele und Weltmeisterschaften).
- 1.–3. Platz: Anzahl der Podiumsplatzierungen
- Top 10: Anzahl der Platzierungen unter den ersten zehn (einschließlich Podium)
- Punkteränge: Anzahl der Platzierungen innerhalb der Punkteränge (einschließlich Podium und Top 10)
- Starts: Anzahl gelaufener Rennen in der jeweiligen Disziplin
- Staffel: inklusive Mixed- und Single-Mixed-Staffeln

| Platzierung               | Einzel | Sprint | Verfolgung | Massenstart | Staffel | Gesamt |
| ------------------------- | ------ | ------ | ---------- | ----------- | ------- | ------ |
| 1. Platz                  |        |        |            |             |         |        |
| 2. Platz                  |        |        |            |             |         |        |
| 3. Platz                  |        |        |            |             |         |        |
| Top 10                    |        |        |            |             |         |        |
| Punkteränge               |        |        |            |             | 1       | 1      |
| Starts                    | 1      | 4      |            |             | 1       | 6      |
| Stand: Saisonende 2024/25 |        |        |            |             |         |        |